# Childe Roland à Torre Negra Chegou

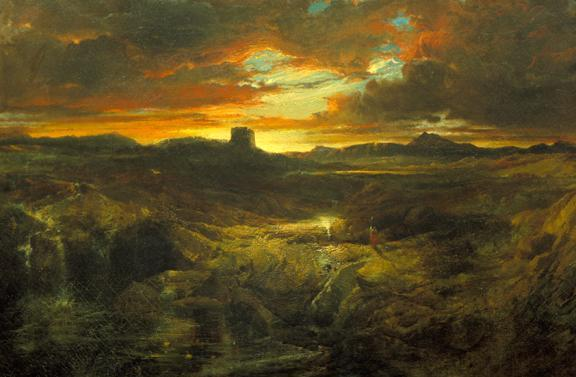
Childe Roland to the Dark Tower Came - pintado por Thomas Moran em 1859

Childe Roland à Torre Negra Chegou (no original: Childe Roland to the Dark Tower Came) é um poema épico escrito por Robert Browning em 2 de janeiro de 1852 e publicado pela primeira vez em 1855, na coletânea Men and Women. O título, que corresponde às últimas palavras do poema, é uma passagem da peça Rei Lear de William Shakespeare.
A obra descreve ambientações sombrias, com o auxílio de narração não confiável. Childe Roland, o único orador no poema, descreve sua jornada em direção à "Torre Negra" e seu horror com o que vê em sua busca. O poema termina quando Roland finalmente chega à torre, deixando seu destino final ambíguo.
O poema serviu de inspiração a vários autores de ficção, incluindo Stephen King, que se inspirou no poema, juntamente com a obra de J. R. R. Tolkien, para escrever a sua maior e mais ousada obra, A Torre Negra.
| “ | (...) XXXIV. There they stood, ranged along the hillsides, met To view the last of me, a living frame For one more picture! In a sheet of flame I saw them and I knew them all. And yet Dauntless the slug-horn to my lips I set, And blew.‘Childe Roland to the Dark Tower came.’ | ” |
|   | — Robert Browning, estrofe final do poema Childe Roland to the Dark Tower Came (1852). |   |